# Зімниці
Зімниці (пол. Zimnice) — село в Польщі, у гміні Мщонув Жирардовського повіту Мазовецького воєводства.
Населення — 131 особа (2011).
У 1975-1998 роках село належало до Скерневицького воєводства.

## Демографія
Демографічна структура станом на 31 березня 2011 року:
|          | Загалом | Допрацездатний вік | Працездатний вік | Постпрацездатний вік |
| -------- | ------- | ------------------ | ---------------- | -------------------- |
| Чоловіки | 66      | 18                 | 42               | 6                    |
| Жінки    | 65      | 14                 | 39               | 12                   |
| Разом    | 131     | 32                 | 81               | 18                   |